# وايت ريفر (ويسكونسن)
وايت ريفر (بالإنجليزية: White River, Wisconsin)‏ هي بلدة تقع بولاية ويسكونسن في الولايات المتحدة. تبلغ مساحتها 114.3 (كم²)، وترتفع عن سطح البحر 239 م، بلغ عدد سكانها 921 نسمة في عام 2010 حسب إحصاء مكتب تعداد الولايات المتحدة وتصل الكثافة السكانية فيها 8.1 نسمة/كم2.

## وصلات خارجية
- The US50 - Cities and Towns in Wisconsin State
- Wisconsin Cities and Towns, Facts, Map, Flag, Colleges, Government, and More